# یانگ یانگ (اسکیت‌باز سرعت، زاده ۱۹۷۶)
یانگ یانگ (انگلیسی: Yang Yang؛ زادهٔ ۲۴ اوت ۱۹۷۶) اسکیت‌باز سرعت اهل چین است. از افتخارات وی میتوان به کسب مدال طلا در اسکیت سرعت ۵۰۰ متر و ۱۰۰۰ متر در بازی‌های المپیک زمستانی ۲۰۰۲ اشاره کرد.